# Jazzen (musikalbum)
Jazzen är Nina Ramsby & Martin Hederos andra studioalbum tillsammans, utgivet på Bonnier Amigo 2006.

## Låtlista
Alla svenska texter skrivna av Nina Ramsby.
1. Och nu gör ingenting ont (Helen Folasade Adu/Janusz Matthi Podrazik) – 3:36
2. Det är inte så nu (Duke Ellington/Paul Francis Webster) – 5:40
3. Jag har en vän (musik Martin Hederos & Nina Ramsby) – 4:34
4. Stänger min dörr (Betty Carter) – 4:24
5. Du min vän (Stina Nordenstam) – 5:35
6. När ingen visste (musik Jan Tolf) – 4:10
7. Kanske jag kommer hem (Steve Kuhn) – 2:56
8. Hon går nu (Michael McDonald) – 4:55
9. Alla som jag glömmer (James Davis/Roger Ramirez/Jimmy Sherman) – 4:55
10. I sin storhet (Sly Dunbar/Nina Simone) – 3:20
11. Kvartetten gör't (Martin Hederos) – 1:44

## Medverkande
- Nina Ramsby – sång, trumpet, althorn, munspel, basklarinett, traversflöjt, synth, cello, inspelning
- Martin Hederos – piano, pedalorgel, fiol
- Jakob Hellman – sång (spår 5)
- Jonas Kullhammar – barytonsaxofon (spår 5)
- Classe Persson – mastering
- Carl-Michael Herlöfsson – mixning
- Linus Larsson – inspelning
- Martin Astle – inspelning
- William Spong – inspelning

## Mottagande
Skivan fick ett blandat mottagande när den utkom och snittar på 3,4/5 på Kritiker.se, baserat på tolv recensioner.

## Listplaceringar
| Lista (2006) | Topplacering |
| ------------ | ------------ |
| Sverige      | 36           |